# Босвіль (Ааргау)
Босвіль (нім. Boswil) — громада  в Швейцарії в кантоні Ааргау, округ Мурі.

## Географія
Громада розташована на відстані близько 80 км на північний схід від Берна, 23 км на південний схід від Аарау.
Босвіль має площу 11,8 км², з яких на 11,1% дозволяється будівництво (житлове та будівництво доріг), 65,8% використовуються в сільськогосподарських цілях, 21,9% зайнято лісами, 1,3% не є продуктивними (річки, льодовики або гори).

## Демографія
2019 року в громаді мешкало 2873 особи (+15,4% порівняно з 2010 роком), іноземців було 18,8%. Густота населення становила 244 осіб/км².
За віковим діапазоном населення розподілялося таким чином: 21,3% — особи молодші 20 років, 62,3% — особи у віці 20—64 років, 16,4% — особи у віці 65 років та старші. Було 1217 помешкань (у середньому 2,3 особи в помешканні).
Із загальної кількості 1389 працюючих 120 було зайнятих в первинному секторі, 531 — в обробній промисловості, 738 — в галузі послуг.